# Doutnáč
Doutnáč är ett berg i Tjeckien.   Det ligger i regionen Mellersta Böhmen, i den centrala delen av landet, 24 km sydväst om huvudstaden Prag. Toppen på Doutnáč är 432 meter över havet.
Terrängen runt Doutnáč är kuperad åt sydost, men åt nordväst är den platt.Runt Doutnáč är det ganska tätbefolkat, med 192 invånare per kvadratkilometer. Närmaste större samhälle är Beroun, 5,8 km väster om Doutnáč. Trakten runt Doutnáč består till största delen av jordbruksmark.